# Carybdea murrayana
Carybdea murrayana is een tropische kubuskwal uit de familie Carybdeidae. De kwal komt uit het geslacht Carybdea. Carybdea murrayana werd in 1880 voor het eerst wetenschappelijk beschreven door Haeckel. 